# Lasioglossum szentivanyi
Lasioglossum szentivanyi là một loài Hymenoptera trong họ Halictidae. Loài này được Michener mô tả khoa học năm 1960.